# Grand chancelier de Pologne
Pour les articles homonymes, voir Grand chancelier.

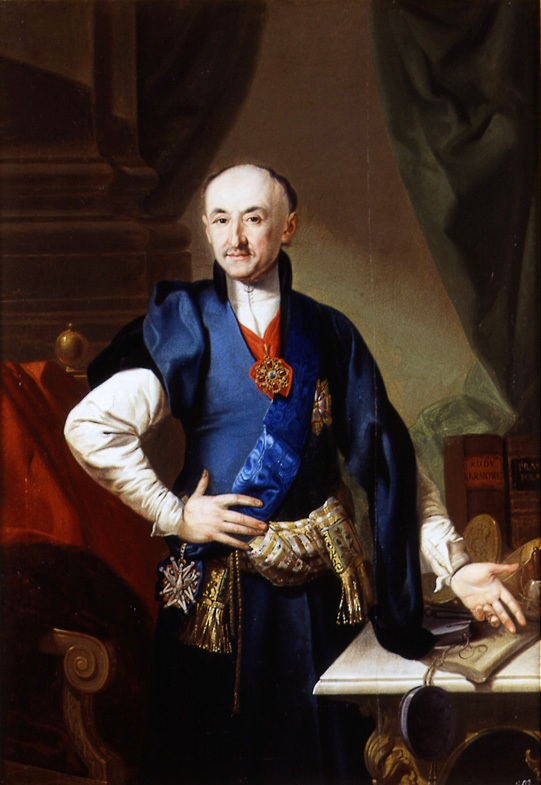
Portrait de Jacek Małachowski grands chanceliers de Pologne de 1786 à 1793.

Le grand chancelier de Pologne, en polonais : kanclerz wielki polski (prononciation [kant͡slɛʂ]), en latin Magnus Cancellarius Poloniae, est un des plus hauts dignitaires du royaume de Pologne du début du XIIe siècle à 1569, puis de la république des Deux Nations (royaume de Pologne et grand-duché de Lituanie unis par le traité de Lublin) jusqu'à sa disparition en 1795. Le grand chancelier de Pologne est alors souvent appelé grand chancelier de la Couronne (en polonais : kanclerz wielki koronny).
Un poste similaire existe dans le grand-duché de Lituanie, le grand chancelier de Lituanie.
Il existe aussi une fonction de vice-chancelier (podkanclerz).

## Le rôle du grand chancelier de Pologne
Le grand chancelier est à la tête de la chancellerie royale : 
- médiation entre le monarque et les deux autres états formant la Diète, c'est-à-dire le Sénat et la Chambre des députés : notamment, le grand chancelier de Pologne représente le roi pendant la session de la Diète ;
- conduite de la politique étrangère (légations, correspondance) ;
- contrôle de la magistrature ;
- etc.

## La chancellerie
Elle emploie :
- des secrétaires (sekretarze), répartis en deux catégories : les scribentes (mot latin, « ceux qui écrivent »), qui supervisent le travail des bureaux, préparent les documents,... ; les non scribentes (« ceux qui n'écrivent pas »), employés aux taches diplomatiques, qui doivent avoir les compétences nécessaires (notamment la connaissance de langues étrangères) ;
- des « scribes » (pisarze), qui établissent les documents préparés par les secrétaires et tiennent les registres.

Les secrétaires ont à leur tête le grand secrétaire, qui peut utiliser les sceaux en l'absence du roi et du grand chancelier ; les scribes sont dirigés par le regens, qui contrôle la conformité des documents produits à l'intention de leur auteur.
Les documents issus de la chancellerie de Pologne ont été conservés du début du XVe siècle à 1795 dans le « Registre royal » (Metryka koronna, Metrica Regni Poloniae), qui se trouve actuellement aux Archives principales des documents anciens de Varsovie (Archiwum Główne Akt Dawnych w Warszawie).

## Liste des grands chanceliers de Pologne
- Goswin (en) de 1113 à 1138
- Pean (en) de 1145 à 1152
- Iwo Odrowąż de 1206 à 1208
- Janusz Suchywilk de 1357 à 1373
- Zawisza Kurozwęcki (en) de 1373 à 1379
- Mikołaj Kurowski (en) de 1404 à 1411
- Wojciech Jastrzębiec de 1411 à 1423
- Jan Gruszczyński (en) de 1454 à 1469
- Jan Łaski de 1503 à 1510
- Krzysztof Szydłowiecki (en) de 1513 ou 1515 à 1532
- Jan Chojeński (en) de 1532 à 1538
- Samuel Maciejowski (en) de 1541 à 1550
- Jan Zamoyski de 1578 à 1605
- Feliks Kryski (en) de 1613 à 1618
- Stanisław Żółkiewski de 1618 à 1620
- Jakub Zadzik (en) de 1628 à 1635
- Tomasz Zamoyski en 1635
- Piotr Gembicki (en) de 1635 à 1643
- Jerzy Ossoliński (en) de 1643 à 1650
- Andrzej Leszczyński (en) de 1650 à 1652
- Jan Wielopolski (en) de 1678 à 1688
- Karol Tarło (en) en 1702
- Andrzej Chryzostom Załuski (en) de 1702 à 1706
- Jan Stanisław Jabłonowski (en) de 1706 à 1709
- Jan Szembek de 1712 à 1731
- Andrzej Stanisław Załuski (en) de 1735 à 1746
- Andrzej Zamoyski de 1764 à 1767
- Andrzej Młodziejowski (en) de 1767 à 1780
- Jacek Małachowski (en) de 1786 à 1793

## Sources
- (en) Cet article est partiellement ou en totalité issu de l’article de Wikipédia en anglais intitulé « Chancellor (Poland) » (voir la liste des auteurs).